# Маутхаузен
Маутхаузен (њем. Mauthausen) мањи је трговачки град у аустријској покрајини Горња Аустрија. Налази се 20 km источно од града Линца. Током Првог и Другог свјетског рата у мјесту се налазио дио концентрационог логора Маутхаузен-Гусен.

## Историја
Област града Маутхаузен је насељена много миленијума, што показују археолошке ископине из времена неолита. За вријеме Римског царства, град је био на раскрсници два трговачка пута.
На крају 10. вијека Маутхаузен је постао путна (њем. Maut) станица за бродове, а име  је први пут забиљежњно 1007. године.
Током Првог свјетског рата, у источном дијелу Маутхаузена постојао је логор за ратне заробљенике. У логору су се налазили српски, италијански и руски војници (укупно око 40.000). Њих око 10.000 је умрло у логору, углавном Срби и Италијани. Логор је имао стражаре из Мађарске који су били познати по свом варварском понашању. Овде се налази Војно гробље у Маутхаузену.
Подигнута је после Првог светског рата спомен-костурница са спомен-плочом. Ту почивају посмртни остаци 1666 српских војника помрлих у логору, током рата 1914-1918. године.
Током Другог свјетског рата, у западном дијелу Маутхаузена је основан један од првих сабирних логора у нацистичкој Њемачкој. Почетком 1940. године у сабирни логор Маутхаузен-Гусен је послат велики број Пољака, а процјењује се да је нестало око 30.000.
Град Маутхаузен је плавила ријека Дунав 1954. и 2002. године.